# Aeroporto di Niamey-Diori Hamani
L'Aeroporto di Niamey-Diori Hamani (IATA: NIM, ICAO: DRRN) (nome commerciale in francese: Aéroport International Diori Hamani de Niamey), definito come internazionale dalla ASECNA, è l'aeroporto della capitale del Niger, Niamey, ed è situato nell'estrema parte sud occidentale del Paese verso il confine con il Burkina Faso, nella Regione di Niamey a 8 km a est sud est della capitale.
La struttura è dotata di una pista di asfalto e bitume lunga 3000 m e larga 45 m, l'altitudine è di 223 m, l'orientamento della pista è 09R/27L ed è aperta al traffico commerciale 24 ore al giorno.
L'aeroporto è intitolato a Hamani Diori, (1916-1989), primo Presidente della Repubblica del Niger dal 1960 al 1974.